# Комишуваха (село)
Комишува́ха — село Амвросіївської міської громади Донецького району Донецької області, Україна.

## Загальні відомості
Відстань до райцентру становить близько 29 км і проходить автошляхом місцевого значення.
Землі села межують із територією Куйбишевського району Ростовської області Росії.
Серед збережених стародавніх споруд — будинок поміщика Бантиша, 19 ст.
Унаслідок російської військової агресії із серпня 2014 р. Комишуваха перебуває на території ОРДЛО.

## Населення
За даними перепису 2001 року населення села становило 37 осіб, із них 72,97 % зазначили рідною мову українську 27,03 % — російську.